# Sóc Thành
Sóc Thành (chữ Hán giản thể: 朔城区, âm Hán Việt: Sóc Thành khu) là một quận thuộc địa cấp thị Sóc Châu, tỉnh Sơn Tây, Cộng hòa Nhân dân Trung Hoa. Quận Sóc Thành có tên thông tục là huyện Sóc. Huyện này có di chỉ văn hóa Trì Dục, Sùng Phúc Tự. Quận Sóc Thành cũng có hồ Tây Tái Thượng nổi tiếng được mệnh danh là Thần Đầu Hải.